# Marokkaans voetbalkampioenschap 1956/57
In 1956/57 werd het eerste editie van het Marokkaans voetbalkampioenschap gespeeld voor voetbalclubs uit Marokko. Het was de eerste competitie van het onafhankelijke Marokko en deze competitie verving de competitie die hiervoor door Frankrijk georganiseerd werd. De Fédération Royale Marocaine de Football nam nu de touwtjes in handen en de competitie werd gespeeld van december 1956 tot juni 1957. Wydad werd kampioen. 

## Eindstand
| Plaats | Club                              | Wed. | W  | G  | V  | Saldo | Ptn. |
| ------ | --------------------------------- | ---- | -- | -- | -- | ----- | ---- |
| 1.     | Wydad Casablanca                  | 30   | 18 | 7  | 5  | 51-23 | 73   |
| 2.     | Kawkab Marrakech                  | 30   | 15 | 9  | 6  | 48-31 | 69   |
| 3.     | Mouloudia Oujda                   | 30   | 14 | 8  | 8  | 53-32 | 66   |
| 4.     | TAS de Casablanca                 | 30   | 13 | 10 | 7  | 35-24 | 66   |
| 5.     | FUS Rabat                         | 30   | 13 | 8  | 9  | 42-30 | 64   |
| 6.     | US Marocaine                      | 30   | 11 | 12 | 7  | 39-34 | 64   |
| 7.     | Maghreb de Fès                    | 30   | 11 | 11 | 8  | 39-39 | 63   |
| 8.     | Racing de Casablanca              | 30   | 13 | 6  | 11 | 44-32 | 62   |
| 9.     | Difaa El Jadida                   | 30   | 8  | 15 | 7  | 38-33 | 61   |
| 10.    | Raja Casablanca                   | 30   | 11 | 8  | 11 | 34-38 | 60   |
| 11.    | Kénitra AC                        | 30   | 10 | 9  | 11 | 34-34 | 59   |
| 12.    | Stade Marocain                    | 30   | 8  | 12 | 10 | 35-40 | 58   |
| 13.    | Moghreb Athletic Tétouan          | 30   | 9  | 9  | 12 | 44-52 | 57   |
| 14.    | ASCOM                             | 30   | 6  | 10 | 14 | 33-42 | 52   |
| 15.    | Club des Roches Noires            | 30   | 5  | 5  | 20 | 25-56 | 45   |
| 16.    | Quartier Industriel de Casablanca | 30   | 1  | 9  | 20 | 14-68 | 41   |

|  | Kampioen     |
|  | Bekerwinnaar |
|  | Degradatie   |

### Kampioen
| Championnat du Maroc de 1956/57 |
| Marokko                         |
| ------------------------------- |
| WYDAD Kampioen (1° titel)       |